# Comuna Kozlodui, Vrața
Kozlodui (în bulgară Козлодуй) este o comună în regiunea Vrața, Bulgaria, formată din orașul Kozlodui și satele Butan, Glojene, Hărleț și Kriva Bara. 

## Demografie
Componența etnică a comunei Kozlodui
     Romi (6,73%)
     Bulgari (76,24%)
     Nicio identificare (16,55%)
     Altele (0,84%)
La recensământul din 2011, populația comunei Kozlodui era de 21.180 locuitori. Din punct de vedere etnic, majoritatea locuitorilor (76,24%) erau bulgari, cu o minoritate de romi (6,73%). Pentru 16,55% din locuitori nu este cunoscută apartenența etnică.